# Sumporovodična kiselina
Sumporovodična kiselina (H2S(aq)) je dvobazna kiselina koja ima dva atoma vodika u molekuli:
H2S(aq) <=> H+(aq) + HS-(aq)
HS-(aq) <=> H+(aq) + S2-(aq)